# Валонски Брабант
Валонски Брабант (на френски: Brabant wallon) е провинция в Централна Белгия, част от Валония. Граничи с провинция Ено на югозапад, провинция Намюр на юг, провинция Лиеж на югоизток и провинция Фламандски Брабант на север. Площта на провинцията е 1093 км², а населението – 401 106 души (по приблизителна оценка от януари 2018 г.). Административен център е град Уавър.
Провинция Валонски Брабант се състои от един окръг: Нивел.